# Strongylaspis dohrni
Strongylaspis dohrni es una especie de escarabajo longicornio del género Strongylaspis, categorizada en la tribu Macrotomini, de la subfamilia Prioninae. Fue descrita por Lameere en 1903.
Existe un ejemplar de la especie en el Museum and Institute of Zoology of the Polish Academy of Sciences.

## Descripción
Mide 31 mm de longitud. Sin embargo, se han encontrado ejemplares de hasta 34 mm.

## Distribución
Se distribuye por América del Norte: en México.